# Höytiäinen kanal
Höytiäinen kanal (fi. Höytiäisen kanava) är en cirka sju kilometer lång slusslös kanal i Kontiolax och Joensuu i Norra Karelen. Kanalen byggdes i mitten av 1800-talet som ett sjösänkningsprojekt i syfte att sänka vattennivån i sjön Höytiäinen genom att leda ut vatten i den lägre belägna sjön Pyhäselkä i Saimen. Sjöarnas nivåskillnad sjönk från 21 meter innan kanalbygget till dagens 11,7 meter.

## Historia
1854 inleddes arbeten som syftade till att sänka vattennivån i Höytiäinen med ett tiotal meter genom ett konstgjort avlopp mot söder. I början av augusti 1859 brast arbetsdammen i kanalen som byggts till Pyhäselkä. Dammens bristning ledde till att sjöns yta sjönk med 7,5 meter och 1861 med ytterligare 2 meter efter att man rensat den så kallade Puntarinkoski fors som bildats i kanalen.
Runt Höytiäinen torrlades omkring 170 kvadratkilometer bördig odlingsmark. Minnesmärken över händelsen finns vid Puntarikoski, i Kontiolax och vid Höytiäinens norra ända i Juga.
I kanalen finns Puntarikoski kraftverk som är ett vattenkraftverk invigt 1957.